# Boussouma (département du Sandbondtenga)
Pour les articles homonymes, voir Boussouma.
Ne doit pas être confondu avec Boussouma (département du Boulgou).
Boussouma est un département et une commune rurale de la province du Sandbondtenga, situé dans la région des Kuilsé au Burkina Faso.

## Géographie

### Démographie
- En 2006, le département comptait 82 272 habitants recensés[1].

## Histoire
Le royaume de Boussouma est un des principaux États mossé du Burkina Faso. Il a été fondé vers 1530 par Naaba Nabigswendé (à la suite de Naaba Tiraongo), fils du Mogho Naaba Koumdoummyé. Sa devise est « Boussoum Kougr paam ziig ta loukr lebg toogo », autrement « Le caillou (ou l'autel) de Boussouma a eu la place et le déplacer devient laborieux ».
Le royaume de Boussouma a définitivement acquis son indépendance vis-à-vis du royaume de Ouagadougou vers 1880 sous le règne de Naaba Ligdi. Le royaume de Boussouma a connu plusieurs guerres avec ses voisins tels que Riziam, Ouagadougou et Bogandé, Koalla et Bilanga en pays gourmantché.
Le royaume compte douze kombèmba (en dehors du canton-chef lieu originel) : Louda, Sanmatenga (Kaya), Soubeiga, Pissila, Pensa, Mané, Yimiougou, Sabouri, Noungou, Kirougtenga, Piouktenga et Diguilla. Le canton chef-lieu ou ganganwnooré est constitué par les villages conquis et stabilisés aux premiers moments de l'arrivée de Nabigswendé (à partir desquels les autres cantons seront incorporés pour en créer un royaume). Ce canton est géré directement par le Roi et on y trouve des villages à la tête desquels sont placés des princes de Boussouma qu'on appelle « Rimbiissi » et qui jouent pour la plupart le rôle de garde-frontières très efficaces. Les limites géographiques du royaume correspondent exactement à celles de la province de Sandbondtenga.
La capitale royale traditionnelle est au lieu-dit Wayugiya, créée en 1723 (à ne pas confondre avec Ouahigouya, la capitale du royaume frère du Yatenga créée en 1757). Située à 80 km environ au Nord de Ouagadougou, elle est administrée par le Wayugiya Naaba qui est chef de village et ministre du Roi. La devise de la capitale est « Wayugi Koonkobr nemd sanw noraad koabga », autrement « La viande d'un poussin malingre de Wayugiya vaut mieux que celle de 100 meilleurs coqs d'ailleurs ».
On y trouve des collines aussi renommées que sacrées. On peut citer notamment : Goaffa (homme et femme), Waonglourin, Kissaanna, Tanzouwaka, Tanziinm, Lombré, Nabrollé, Widtanga, Weigui-Tanga, Tandaogo, Kagmatanga (colline mariale), Kampinga, Komtoukré, Yééré, Soumsintanga, Mouss-Tanga, Guegmtanga, Kinkirgtanga, Tanzaka, Sagmouusi, Tansablgou, Tandaag-Tanga, Nonguin-Tanga, Rimtanga.

## Administration

### Mairie
| Période                                  | Période  | Identité                 | Étiquette | Qualité |
| ---------------------------------------- | -------- | ------------------------ | --------- | ------- |
| 2006                                     | en cours | Issaka Isidore Ouédraogo |           |         |
| Les données manquantes sont à compléter. |          |                          |           |         |

### Villages
Le département et la commune de Boussouma est administrativement composé de soixante-deux villages, dont le village chef-lieu homonyme (données de population consolidées en 2012, issues du recensement général de 2006) :
- Antoa (894 habitants)
- Bangkiemdé-Bangré (313 habitants)
- Balbo-Peulh (559 habitants)
- Bissinogo-Peulh (56 habitants)
- Boalla (750 habitants)
- Bendogo-Peulh (390 habitants)
- Biguissi (763 habitants)
- Birgui (1 848 habitants)
- Booré (514 habitants)
- Boulsin (1 927 habitants)
- Boussouma (10 018 habitants), chef-lieu
- Damgagui (392 habitants)
- Damiougou (224 habitants)
- Delguin-Yarcé (1 443 habitants)
- Douré (962 habitants)
- Fatin (2 485 habitants)
- Forgui (3 607 habitants)
- Fouti (653 habitants)
- Foutrigui (870 habitants)
- Gangargui (1 306 habitants)
- Goaragui (1 437 habitants)
- Gofila (1 482 habitants)
- Guilla (1 760 habitants)
- Goulli (547 habitants)
- Guirb-Loundogo (800 habitants)
- Kamdaogo-Goundrin (1 118 habitants)
- Kanrétenga (1 673 habitants)
- Kassiri (1 626 habitants)
- Koloog-Samba (181 habitants)
- Koutoumtenga (1 972 habitants)
- Louda (1 751 habitants)
- Louda-Peulh (524 habitants)
- Hanhui (642 habitants)
- Nakourtenga (874 habitants)
- Napamboumbou (706 habitants)
- Nassoog-Tanghin (162 habitants)
- Nessemtenga (4 355 habitants)
- Niniongo (1 021 habitants)
- Oualogtenga-Peulh (212 habitants)
- Ouga-Yarcé (2 499 habitants)
- Pana (1 070 habitants)
- Riguin-Tanguin (342 habitants)
- Santéna (1 441 habitants)
- Sèra (2 426 habitants)
- Sidogo (1 226 habitants)
- Singué (1 661 habitants)
- Sirgui (2 208 habitants)
- Soaga (1 728 habitants)
- Soma-Peulh (532 habitants)
- Songodin (886 habitants)
- Tafga (350 habitants)
- Tagalla (2 727 habitants)
- Tampèlga (3 081 habitants)
- Tanguin-Peulh (119 habitants)
- Tanhoko (2 024 habitants)
- Tanmiga (726 habitants)
- Tansoba-Imiougou (536 habitants)
- Tansobo-Tanguin (864 habitants)
- Yalgouéogo (1 065 habitants)
- Yonbtenga (712 habitants)
- Zanzi (798 habitants)
- Zikièmé (434 habitants)

### Jumelages et accords de coopération
La commune de Boussouma est jumelée à la ville française de Saint-Jean-de-Braye depuis 1991. Cette coopération a permis la mise en place à Boussouma de nombreuses infrastructures socio-économiques. Le nouveau comité communal de jumelage mis en place à Boussouma le 18 août 2011 est dirigé par Karim Ouedraogo, inspecteur des impôts de formation, et comprend douze membres.

### Administration coutumière

#### Rois de Boussouma
Depuis sa création, Boussouma compte 32 rois (ou « Dima »), l'actuel est Naaba Sigri, deuxième du nom, qui règne depuis 2019.
Parmi les rois illustres, on peut citer Naaba Roobo (qui stabilisa le royaume en vainquant Riziam Naaba Mamzi qui écumait la zone), Naaba Kienga (qui fonda Ouahigouya et renforça l'indépendance du royaume), Naaba Pougla (homme de culture qui agrandit considérablement le royaume), Naaba Ligdi (le plus célèbre de tous, homme de culture, homme de guerre et conquérant infatigable épaulé par Balm Naaba Targnèbga et le Tan'Soaba Kiiba), Naaba Koom (qui résista au colonisateur et fut destitué et déporté à Ouagadougou où il mourut ; sa tombe se trouverait sous l'actuelle "maison du Peuple") et Naaba Wobgo (qui tenta d'allier tradition et modernité pour mieux pérenniser le système). Il faut signaler que Naaba Koom élimina l'éminent guerrier de Naaba Ligdi, Balm Naaba Targnèbga (qui pourtant veilla à son intronisation au détriment du fils aîné) qu'il remplaça d'abord par Balm Naaba Suuga, avant de le destituer à son tour pour le remplacer par Balm Naaba Anbga qui resta et survécut à la propre destitution de Naaba Koom. Naaba Koom assassina aussi le Kougr Zoug Naaba Sawadogo (premier ministre d'alors) et le grand chef de terre (Tangporin Tengsoaba) de Tangporin (commune de Korsimoro).
L'autre "Boussouma" de la province du Boulgou a été créé par le Prince aîné de Naaba Zaabo du royaume de Boussouma qui n'aurait pas été retenu pour succéder à son père et qui se serait enfui vers le pays Boussansé (Bissa).

#### Résidences des rois de Boussouma
Naaba Kẽega transfère la résidence du riungu à Ouahigouya. Naaba Kẽega fonde Ouahigouya. Des nanambsé comme Piiga, Saaga, Karfo, Sigri, Ligdi et Koom font également de ce village leur capitale.
Il faut cependant souligner que tous les successeurs de Naaba Kyẽẽga n’ont pas résidé à Wayugiya. Selon les dignitaires de Busm-Kugr Zugu :
- Six rois avant Naaba Kyẽẽga ont résidé à Kougr Zougou à savoir : Naaba Nabigswẽndé, Naaba Tirita, Naaba Tirit Yamba, Naaba Pasiini, Naaba Pasiin Yamba et Naaba Namõnogdo ;
- Naaba Mãando a résidé à Kulg-pooré (Baskudré), Naaba Pakãndé à Tãmiiga et Nakyẽdba à Gofila.
- Naaba Komisgma, Naaba Koomdaogo, Naaba Réẽgré et Naaba Roobo ont fait de Kugpèla (Korsimoro), à l’Est de Ouahigouya, leur capitale.
- Naaba Pugla choisit Fulla, Naaba Gègemdé Lilla et Naaba Tãnga séjourne à Zombnoogo[2].

#### Ministres et traditions coutumières
Plusieurs dizaines de ministres (dont le premier est le Kougr Zougou Naaba qui réside dans la Commune de Korsimoro) composent la cour du roi et l'assistent pour une meilleure gouvernance du royaume. Le roi est élu parmi les princes par un collège électoral coutumier présidé par le premier ministre (Kougr Zoug Naaba).
On peut noter la présence d'une femme ministre (Weem Naaba), chargée du pardon. Elle intercède notamment auprès du roi pour gracier des condamnés (à mort le plus souvent) ou pour apaiser sa colère dans certaines situations et dans des conditions bien réglementées. Le système de gouvernance n'exclut personne ; chacun a un rôle à jouer et jouit d'une certaine importance suivant son appartenance et son rang dans la société.
Aussi, il faut signaler que Boussouma a disposé toujours d'éminents griots ou gardiens de la tradition dont le dernier en date est le célèbre violoniste Boussoum'Roudga Missiri de Baskoudré qui a maitrisé l'art de raconter les hauts faits du Royaume.

## Économie

### Association des ressortissants de Boussouma
Une association des ressortissants pour le développement de Boussouma a son siège à Ouagadougou. Elle a déjà à son actif un certain nombre de réalisations comme la construction de salles de classe au lycée départemental, des pistes de désenclavement de la commune.
Elle a surtout élaboré un livre de référence (manuscrit terminé et remis en fin octobre) sur l'histoire du Royaume de Boussouma à travers une convention signée avec le Centre national de recherche scientifique et technologique (CNRST). La recherche a pris fin et le livre a été officiellement remis le 27 janvier 2011 à l'Association par le CNRST et a pour titre « Le Royaume de Boussouma, des origines à la fin de l'occupation coloniale ». Le livre de 400 pages environ est très illustré en photos et cartes.
En outre, la célébration du cinquantenaire de l'école primaire publique de Boussouma qui a eu lieu le 27 mars 2010 a connu la participation de tous.

## Santé et éducation
Le département accueille douze centres de santé et de promotion sociale (CSPS) : à Boussouma, Birgui, Fatin, Niniongo, Tagalla, Nessemtenga, Louda, Forgui, Koutoumtenga, Soaga, Tanhoko et Tampèlga, tandis que le centre hospitalier régional (CHR) se trouve à Kaya.

## Culture et patrimoine

### Fêtes coutumières
D'importantes fêtes coutumières du royaume se déroulent chaque année dans le département et drainent d'énormes foules ; ces fêtes sont des occasions uniques pour une expression d'une culture singulière séculaire ; les regalias du pouvoir royal sortent à ces occasions ; on peut notamment citer la fête du Naab Kitoaga (la plus importante du royaume) qui se déroule chaque année en fin novembre ou début décembre.
Tous les chefs de canton et de villages relevant directement de son autorité ainsi que toutes les couches sociales et traditionnelles renouvellent à l'occasion leur allégeance au Roi. Des réjouissances populaires et un gigantesque marché accompagnent cette fête.

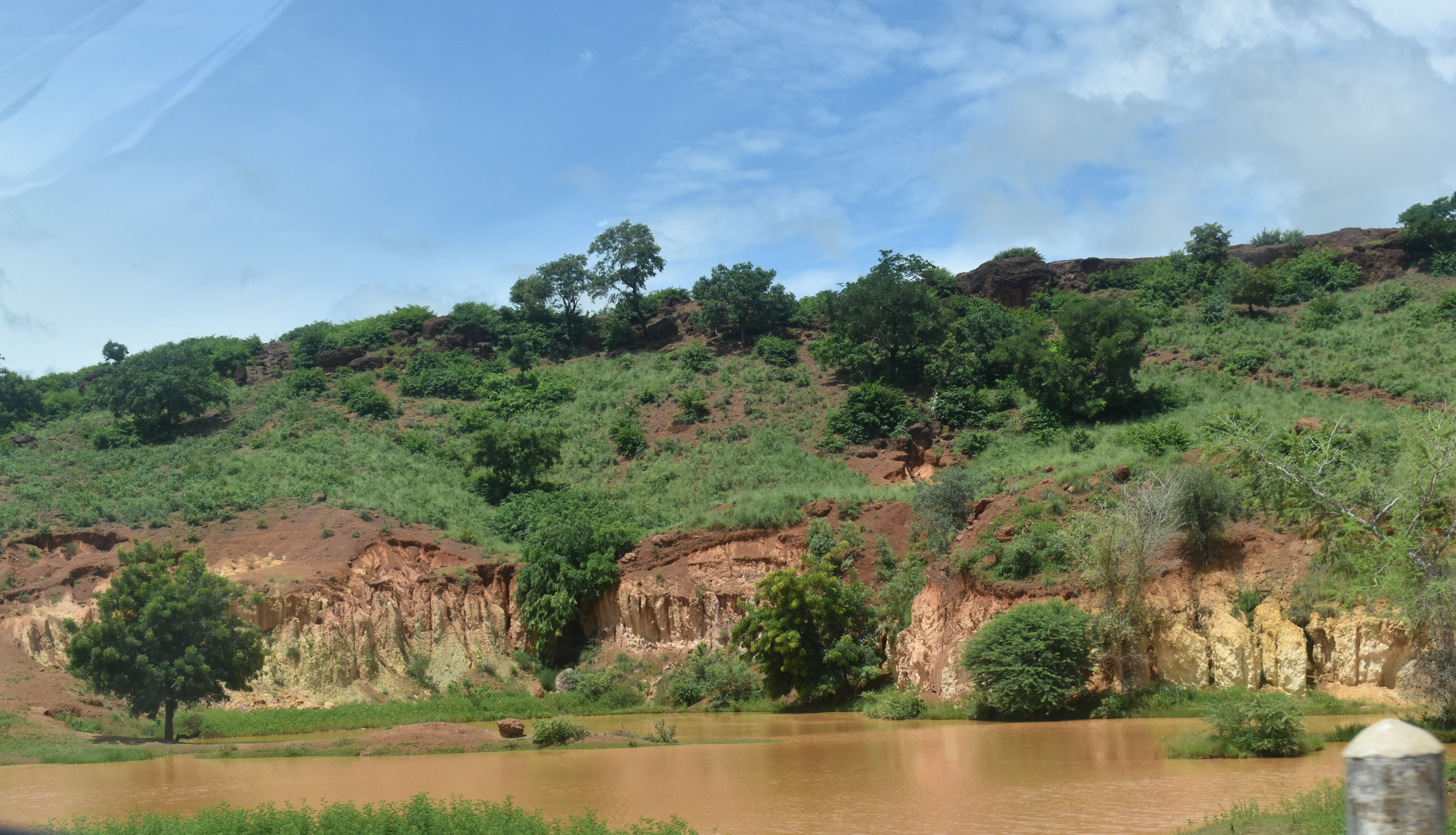
flac d'une colline à Boussouma.